# Лабесрет
Лабесре́т (фр. и окс. Labesserette) — коммуна во Франции, находится в регионе Овернь. Департамент — Канталь. Входит в состав кантона Монсальви. Округ коммуны — Орийак.
Код INSEE коммуны — 15084.
Коммуна расположена приблизительно в 460 км к югу от Парижа, в 130 км юго-западнее Клермон-Феррана, в 21 км к югу от Орийака.

## Население
Население коммуны на 2008 год составляло 265 человек.
| 1962 | 1968 | 1975 | 1982 | 1990 | 1999 | 2008 |
| ---- | ---- | ---- | ---- | ---- | ---- | ---- |
| 396  | 347  | 308  | 303  | 291  | 260  | 265  |

## Экономика

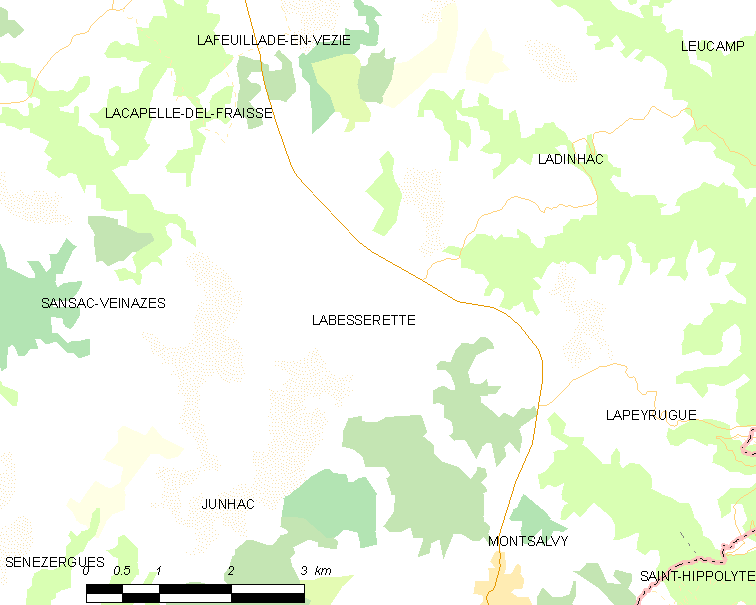
Карта коммуны

В 2007 году среди 170 человек в трудоспособном возрасте (15—64 лет) 128 были экономически активными, 42 — неактивными (показатель активности — 75,3 %, в 1999 году было 73,9 %). Из 128 активных работали 123 человека (66 мужчин и 57 женщин), безработными были 5 женщин. Среди 42 неактивных 9 человек были учениками или студентами, 20 — пенсионерами, 13 были неактивными по другим причинам.